# Jakobsbergsbron

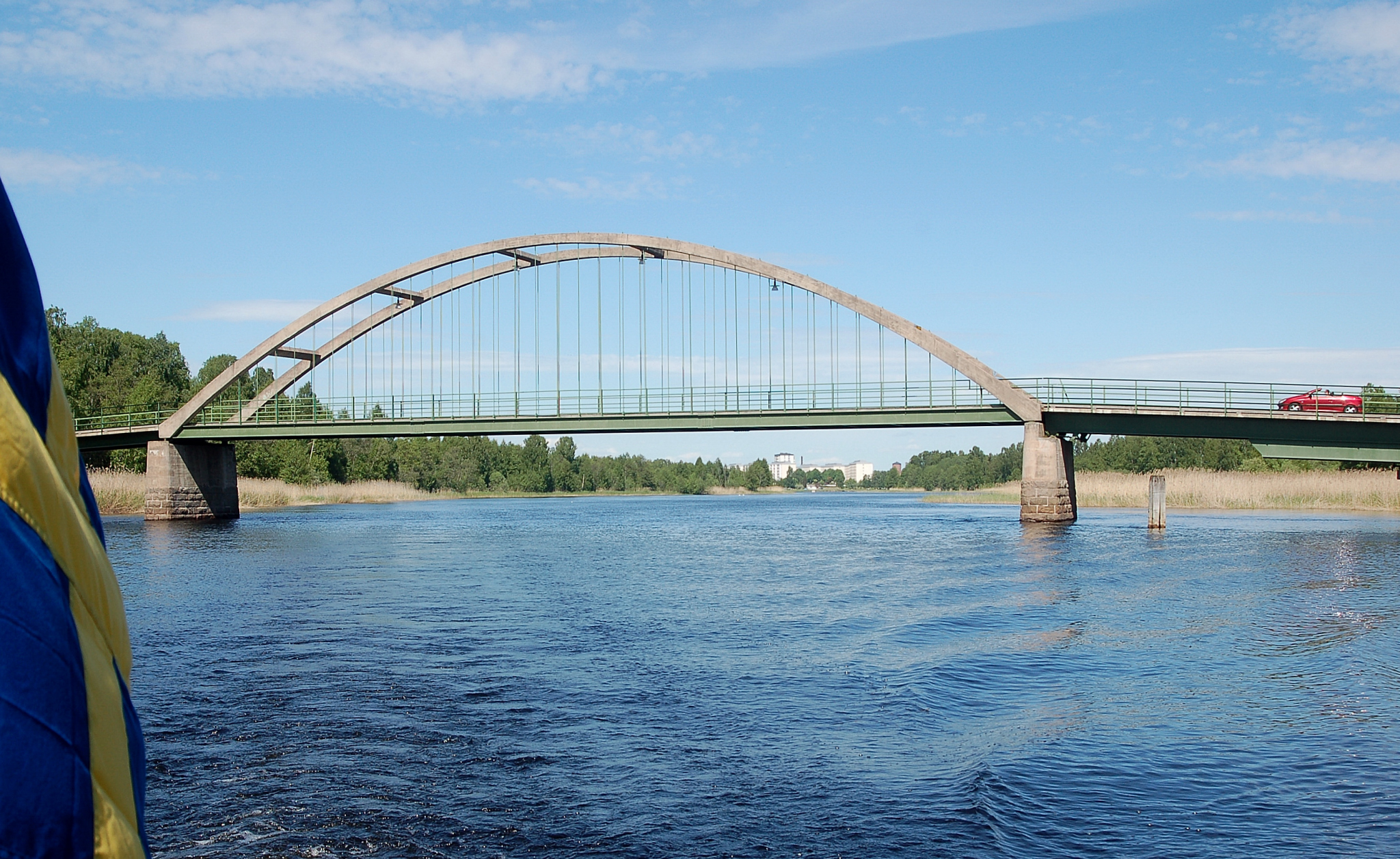
Jakobsbergsbron mellan Karlstad och Hammarö.

Jakobsbergsbron, färdigställd 1929, är den mittersta och äldsta av de tre vägbroar som förbinder den värmländska skärgårdskommunen Hammarö med Karlstads kommun och resten av det svenska vägnätet. Bron är växelvis enkelriktad och belägen nära Karlstads gamla flygplats, Sommarro golfklubb, Mariebergsskogen och Centralsjukhuset i Karlstad. På Hammarösidan ansluter bron till den äldre Karlstadsvägen söderut mot Vidöåsen och Skoghall, och norrut ett kort stycke till Länsväg 236 (Hammaröleden) från Hammarö mot Karlstads östra delar och E18.
Jakobsbergsbron är byggd över kommungränsen och ägs av båda kommunerna. På grund av den genare vägen mot Karlstads centrum, och Centralsjukhuset i synnerhet, i jämförelse med Hammaröleden har Värmlandstrafik visat intresse för att låta framtida busstrafik gå denna väg. En förutsättning är dock att en ny bro med högre kapacitet byggs; den skulle i så fall byggas något längre norrut för att kunna direktansluta till Hammaröleden vid en ny cirkulationsplats. På så sätt skulle delar av den hårt trafikerade Hammaröleden och vissa korsningar i Karlstad också avlastas; bron skulle också kunna bli en del av Karlstads södra ringled, om en sådan byggs. Förslagen har dock hittills fallit på ekonomiska överväganden från Hammarö kommuns sida. I stället har den befintliga bron reparerats för att bibehålla möjligheten att använda den för ambulansutryckningar från Centralsjukhuset mot Hammarö. 13 - 14 september 2010 asfalterades bron om.